# ガンダムクロス
ガンダムクロスは、バンダイより発売していたSDガンダムの玩具シリーズ。略して『ガンクロ』とも呼ばれる。

## 概要
ディフォルメされたキャラクターの可動人形にモビルスーツ（MS）の外装を着せる玩具で、人形は、ガンダムにはアムロ・レイ、ザク（シャア専用ザクII）にはシャア・アズナブルというように殆どはMSのパイロットまたは関連する人物になっている。人形の可動範囲は頭・腕・脚。
商品の一部には人形とほぼ同形で無可動のスペア人形が付属している。そのため、スペアにクロスを着せて、人形とMSを並べて飾る事も出来る。また、通常の人形の代わりに単色で腕と脚のみが可動するDXスペア人形が付いている商品もあり、その場合はスペア人形は付属しない。
コンセプトが同じ関連商品として、ビックリマンを扱ったビックリクロス、ウルトラマンや仮面ライダー、機動警察パトレイバーを扱ったディフォルメクロスがある。
1989年から1990年にかけては、素体にリアルタイプのMSを使用した玩具「リアルタイプムシャガンダムクロス」（全3種）「リアルタイプガンダムクロス」（全2種）も発売された。

## 商品
| No.        | 商品名                                   | 人形               | 登場作品                           | 備考 |
| ---------- | ---------------------------------------- | ------------------ | ---------------------------------- | --- |
| 1          | RX-78-2 ガンダム                         | アムロ・レイ       | 機動戦士ガンダム                   | ハロが付属 |
| 2          | MS-06S ザク                              | シャア・アズナブル | 機動戦士ガンダム                   | シャア専用ザクII |
| 3          | RX-93 νガンダム                          | DXスペア人形       | 機動戦士ガンダム 逆襲のシャア      | |
| 4          | MSN-04 サザビー                          | DXスペア人形       | 機動戦士ガンダム 逆襲のシャア      | |
| 5          | MSZ-006 Ζガンダム                        | カミーユ・ビダン   | 機動戦士Ζガンダム                  | クロスを組み替えてウェイブライダーに出来る ウェイブライダー用のディスプレイ台が付属 スペア人形は付属しない                                                                     |
| 6          | MSN-00100 百式                           | DXスペア人形       | 機動戦士Ζガンダム                  | |
| 7          | 武者ガンダムMk-II                        | プラモ狂四郎       | プラモ狂四郎 SD戦国伝 武者七人衆編 | クロスの肩当て・胴・爪先がダイキャスト |
| 8          | 武者仁宇頑駄無                           | 阿無路(アムロ)     | SD戦国伝 武者七人衆編              | No.3に武者仁宇用のパーツが付属 |
| 9          | 武者漣飛威                               | 射亜(シャア)       | SD戦国伝 武者七人衆編              | No.4に武者漣飛威用のパーツが付属 クロスを組み替えて鯱に出来る スペア人形は付属しない                                                                                           |
| 10         | ナイトガンダム                           | アル               | SDガンダム外伝 ジークジオン編      | クロスの胴・爪先がダイキャスト |
| 11         | 将頑駄無                                 | 阿無路             | SD戦国伝 武者七人衆編              | No.1に将頑駄無用のパーツが付属 マスクと鍬形を付け替えて（雷頑駄無とは異なる）若い頃を再現可能 カラーリングが従来の将頑駄無と異なり、紫が多用されている                         |
| 12         | 騎士百式                                 | 謎の騎士シャア     | SDガンダム外伝 ジークジオン編      | 黄金の騎士 No.6のパーツを使用しているがコンバーチブルではない メッキの色が百式と異なる 百式のメガバズーカランチャーが『天の雷』という名称で付属 スペア人形がシャアではなくアル |
| 13         | 武者風雷主                               | 神射弓(カミイユ)   | SD戦国伝 風林火山編                | No.5に武者風雷主用とΖプラス用のパーツが付属 武者波走機の形状が設定と異なる スペア人形は付属しない                                                                              |
| 14         | SDV-04HWG ヘヴィウェポンコマンドガンダム | スレッガー・ロウ   | SDコマンド戦記 G-ARMS              | スレッガーは他の人形と体型が異なる スペア人形は付属しない |
| 特別限定版 | MS-06R-2 ザクII                          | DXスペア人形       | モビルスーツバリエーション         | ジョニー・ライデン専用機 No.2の仕様変更 |
| 特別限定版 | MS-06R-1A ザクII                         | DXスペア人形       | モビルスーツバリエーション         | 黒い三連星専用機 No.2の仕様変更 |

## 漫画版
バンダイ発行の『SDクラブ』でたけばしんご（「武半慎吾」名義）が作画を担当。全6話。なお、頭身はリアルタイプである。